# Классен, Арно
Арно Классен (нидерл. Arno Klaassen, 16 ноября 1979, Тилбург) — нидерландский бобслеист, разгоняющий, выступает за сборную Нидерландов с 2005 года. Участник двух зимних Олимпийских игр, неоднократный победитель национального первенства, различных этапов Кубка мира и Европы.

## Биография
Арно Классен родился 16 ноября 1979 года в городе Тилбург, провинция Северный Брабант. Активно заниматься бобслеем начал с 2005 года, тогда же в качестве разгоняющего прошёл отбор в национальную сборную и стал ездить на крупнейшие международные старты, порой показывая довольно неплохой результат. В ноябре дебютировал в Кубке мира, на этапе в канадском Калгари финишировал с четвёркой девятнадцатым, тогда как на остальных этапах сезона почти всегда оказывался в лучшей десятке. Благодаря череде удачных выступлений удостоился права защищать честь страны на зимних Олимпийских играх 2006 года в Турине, где впоследствии занял шестнадцатое место зачёта четырёхместных экипажей.
Продолжив выступать на высоком уровне, в 2008 году Классен впервые поучаствовал в заездах взрослого чемпионата мира, их команда должна была выступить в программе четвёрок на трассе в Альтенберге, однако по техническим причинам спортсмены на лёд так и не вышли. В следующем сезоне на этапе в немецком Винтерберге остановился в шаге от призовых позиций, их четырёхместный экипаж пришёл к финишу четвёртым, однако в январе 2009 года нидерландец всё-таки выиграл медаль мирового кубка, с четвёркой взял серебро на этапе в Кёнигсзее. Относительно удачно выступил и на мировом первенстве в американском Лейк-Плэсиде, показав в зачёте четвёрок седьмое время. На чемпионате мира 2011 года в Кёнигсзее был с четвёркой шестнадцатым, год спустя на мировом первенстве в Лейк-Плэсиде в той же дисциплине немного не дотянул до подиума, расположившись на четвёртой строке. В сезоне 2012/13 Арно Классен продолжает разгонять боб ведущего пилота страны Эдвина ван Калкера и надеется отобраться на Олимпиаду в Сочи.
В 2014 году Классен побывал на Олимпийских играх в Сочи, где финишировал одиннадцатым в программе мужских четырёхместных экипажей.